# احمد سامانی
ابو نصر احمد بن اسماعیل سامانی (درگذشت ۶ جمادی‌الثانی ۳۰۱ / ۱۲ ژانویه ۹۱۴ بخارا)، مشهور به امیر احمد سامانی و امیر شهید، از امیران دودمان سامانی بود. او به مدت بیش از شش سال حکومت کرد.
امیر احمد سامانی طی دوران حکمرانی پدرش اسماعیل سامانی، در ناحیه گرگان والی بود و پس از درگذشت پدرش (۲۹۵–۳۰۱ ق. / ۹۰۷–۹۱۴ م) به فرمانراویی حکومت سامانی رسید.
اولین باری که از احمد سامانی ذکری می‌شود، در حوالی سال ۹۰۰ م. است که به‌عنوان والی گرگان مطرح می‌شود. به هر حال چون نمی‌تواند بر ضد جستانیان وارد جنگ شود، بزودی از والی‌گری کنار گذاشته می‌شود.
در زمان پدرش، دولت سامانی نه تنها در سغد - محل اولیه حکومت ایشان - حکومت می‌کرد، بلکه در استان ثروتمند خراسان هم که پس از شکست عمرولیث صفاری (سال ۹۰۱ م / ۲۸۸ ق نزدیک بلخ) به‌دست ایشان افتاده بود حکمروایی می‌نمود. این تسلط تقریباً در تمام قرن دهم میلادی (چهارم ه‍. ق) ادامه پیدا نمود. اولویت‌های درجه اول احمد، تحکیم قدرتش در فرارود و مستحکم نمودن موقعیت ری به‌عنوان یک شهر مهم در شمال ایران بود. مکتفی و سپس مقتدر، خلیفگان عباسی نقش او را به‌عنوان امیر تأیید کردند. او پس از تثبیت موقعیت بخارا، بسوی ری رفت اما مجبور شد دوباره به شرق سوی سمرقند برگردد تا عمویش اسحاق‌ابن منصور را که برای تاج و تخت فکر و خیال داشت و در صدد شورش بود را دستگیر کند. در ۲۹۶ ق. / ۹۰۸–۹۰۹ م. به ری برگشت.
سامانیان پس از تسخیر خراسان توانستند در سیستان فشار بیشتری به بازماندگان صفاری عمرولیث بیاورند. در ۲۹۸ ق / ۹۱۰ م، مقتدر به شکل رسمی احمد را والی سیستان اعلام کرد و برای پایان دادن به حکومت صفاریان تشویقش نمود.احمد سامانی با بهره‌گیری از ناسازگاری بین دو شاهزاده صفاری یعنی محمد بن علی بن لیث و معدل بن علی برادرش، لشکری به سرداری حسین بن علی مرورودی به سیستان فرستاد و پس از چندی هم خود با سپاهی از هرات به بُست آمد. امیر سامانی با مقاومت ناچیزی روبرو شد و محمد بن علی لیث را دستگیر نمود، سپس به زَرَنگ پایتخت سیستان تاخت و معدل بن علی لیث را هم اسیر کرد و به بخارا فرستاد و در آنجا برایش کمک ماهیانه‌ای مقرر کرد. در ۲۹۹ ق / ۹۱۱ م، پسرعموی خود یعنی منصور بن اسحاق را به عنوان والی به سیستان فرستاد.
به زودی بالا بردن مالیتها بعلاوه نارضایتی درونی لشکر اشغالگر سامانی به خیزشی ضد سامانی در زرنگ منجر شد. در سال ۳۰۰ ه‍. ق/۹۱۳ م. منصور مجبور شد به خراسان بگریزد. پس از آن، سامانیان برای دومین بار این ناحیه اشغال کردند. دراصل یکی از رهبران خوارج، به نام محمد بن هرمز معروف به مولی صندلی، ناراضیان سیستان را بر ضد منصور شورانده بود و به‌عنوان پشتیبانی از یک پسر ده ساله از خاندان صفاری، در صدد زنده ساختن دوباره حکومت خوارج در سیستان بود. احمد سامانی دگرباره ناگزیر شد سپاهی دیگر به زرنگ گسیل کند که این بار سردار سپاهش حسین مرورودی بود. او ۹ ماه سیستان را محاصره کرد که طی آن با دشواری‌های زیادی روبرو شد. سرانجام، فقط با مرگ مولی صندلی موفق به گرفتن زرنگ شد. با آن که حسین مرورودی سیستان را فتح نمود، احمد سامانی حکومت آن جا را که مرورودی حق خود می‌دانست به سیمجور دواتی (سیمجور دوات‌دار) داد. با وجود اینکه منصور بن اسحاق در حکومت زرنگ با کفایت نبود، اما با وجود این امیر سامانی بازهم او را به حکومت نیشابور فرستاد، چنان‌که پدرش اسحاق نیز مدتی پیش از آن عفو شده و به سمرقند بازگشته بود.
به‌جای منصور، سیمجور دواتی، که فرماندهی از غلامان سامانی بود به حکومت سیستان منصوب شد که بلافاصله پس از مرگ احمد سامانی، با نابسامان شدن اوضاع دربار، بدست مردم سیستان سرنگون شد و سیستانیان دوباره فردی از خاندان صفاری را به حکومت رساندند.
اهمیت راهبردی شهر ری برای سامانیان در این نکته بود که در مقابل فرمانروایان علوی گرگان و طبرستان به عنوان جاپایی عمل کند. اسماعیل ابن احمد سامانی، به عنوان یک فرمانروای اهل سنت معتقد، در سال ۲۸۷ ه‍.ق / ۹۰۰ م. بر ضد این فرمانروایان لشکرکشی نموده بود و محمد بن زید فرمانروای محلی آن ناحیه را به قتل رسانده بود. بنا به گفته ابن مسکویه، تا سال ۳۰۲ ه‍. ق/۹۱۴–۹۱۵ م. یعنی تا آخر حکومت احمد سامانی، شورش مردم این نواحی (گرگان و طبرستان) ادامه داشت. شورش مردم ناحیه جنوب دریای خزر، تحت رهبری حسن ابن علی اطروش، معروف به ناصر الکبیر انجام می‌شد. احمد سامانی برای سرکوب ناصر کبیر، محمد بن علی صعلوک، والی ری را به طبرستان فرستاد که شکست خورد. در نتیجه امیر احمد خود در صدد سرکوبی این شورش برآمد. گفته شده بغیر از سی هزار سوار که در بخارا داشت ده هزار سوار دیگر از نواحی ترکستان تجهیز کرد تا به طبرستان عزیمت کند. هنگام حرکت تهدید کرده بود تا خاک طبرستان را با بخارا برد، اما فرصتی برای اجرای این تهدید پیدا نکرد و هنوز دو منزل از بخارا دور نشده بود که در لشکرگاه، غلامانش او را در خواب سر بریدند (جمادی‌الثانی ۳۰۱ ق / ژانویه ۹۱۴ م). مدت حکومت او شش سال و چهارماه بود.
بسیاری از مورخین می گویند وی مثل پدرش شجاع نبوده‌است. 
تعدادی از پاسداران غلام ترک که محافظ احمد سامانی بودند در کشتن او نقش داشتند. بنا به گفته گردریزی، یک نفر بنام ابوالحسن نصر که منشی بود، عامل اصلی توطئه محسوب می‌شد، در صورتی که مستوفی می‌گوید غلامان به این علت بر احمد خشم گرفتند که علما را بر ایشان مقدم می‌داشت و او را بنا به حسد کشتند. همو می‌گوید که احمد سامانی استفاده از عربی را به‌عنوان زبان دیوانی بجای فارسی دوباره باب کرد، که احتمالاً یک تغییر گذرا بوده. سوای علاقه او به یادگیری و گردهم‌آوری دانشمندان و شهرتش به عنوان عادل بودن و چیره‌دستی در شکار، تصویر شفافی از شخصیت او موجود نیست. نقش تاریخی او واضحاً تثبیت نمودن دستآوردها و فتوحات پدرش بود به نحوی که حکومت سامانی از مشکلات دوران پسرش جان بدر برد. احمد مردی عالم‌پرور و علم‌دوست بود و این از وجود دانشمندان و نویسندگان برجسته‌ای که با او ارتباط داشتند پیداست چنان‌که محمد بن زکریای رازی دو رساله به درخواست امیر و به نام او نوشته که نشان می‌دهد با امیر سامانی دوستی داشته و حتی حدس زده‌اند که یک‌وقت برای معالجه امیر از ری به خراسان رفته‌است.

## مرگ
احمد مردی بسیار پارسا بوده. در زمان او زبان عربی مجدداً در مکاتبات رسمی بکار رفت (محتملا نه مدت زیادی). به ظن غالب حمایتی که از مأموران عربی‌دان می‌شده یکی از علل نارضائی غلامان نگهبان شاهی بوده‌است. وی را در شب ۲۳ ژانویه ۹۱۴ میلادی [پنجشنبه ۱۱ جمادی‌الثانی ۳۰۱ هجری] در فربر به قتل رسانیدند. پس از این واقعه گروه درباری قدرت را به دست گرفته کاتب ابو الحسن نصر بن اسحق را متهم ساختند که با قاتلان همدست بوده. کاتب مزبور اعدام شد. شیخان و سران غلامان نگهبان نصر بن احمد هشت ساله را به تخت شاهی نشاندند (۳۰۲ تا ۳۳۲ هجری - ۹۴۳–۹۱۴ میلادی). سخنانی از قول آن کودک نقل شده که مردم سران غلامان را مقصرین واقعی قتل احمد می‌دانستند. وزیر ابو عبد اللّه محمد بن احمد جیهانی با موافقت رجال درگاه زمام اداره امور مملکت را به دست گرفت و توانست نظم را در کشور احیاء کند. سپهسالار حمویه بن علی دستیار فعال وی بوده. در سمرقند شورش اسحق بن احمد برادر اسمعیل که به مردم آن شهر عاصی متکی بوده- خاموش شد؛ لشکریان حمویه اسحق را شکست دادند و وی پیشنهاد عفوی را که به او شده بود پذیرفت و به بخارا بازگشت. فرزند وی الیاس به فرغانه گریخت. یکی دیگر از اعضای آن دودمان یعنی نواده نصر اول به ریاست سمرقند منصوب گشت. ابو صالح منصور، پسر دیگر اسحق هم که علم قیام برافراشته بود در نیشابور بدرود زندگی گفت؛ و پس از مرگ وی، سردار حسین بن علی مروزی (در برخی منابع «مرو الرودی» نوشته شده) که متحد وی بود در رأس شورشیان قرار گرفت. حسین بن علی مروزی در عهد پادشاهی احمد خدمات بزرگی به دولت کرده بوده و معتقد بود که قدر خدمت وی را آنچنانکه باید و شاید نشناخته‌اند.
ظاهراً این سرکرده عاصی به عناصری از میان خلق متکی بوده زیرا که نظام‌الملک و مؤلف «فهرست» وی را در شمار سران نهضت شیعه نام می‌برند.